# Vagney
Vagney és un municipi francès, situat al departament dels Vosges i a la regió del Gran Est. L'any 2007 tenia 3.965 habitants.

## Demografia

### Població
El 2007 la població de fet de Vagney era de 3.965 persones. Hi havia 1.657 famílies, de les quals 513 eren unipersonals (233 homes vivint sols i 280 dones vivint soles), 525 parelles sense fills, 489 parelles amb fills i 130 famílies monoparentals amb fills.
La població ha evolucionat segons el següent gràfic:
Habitants censats

### Habitatges
El 2007 hi havia 1.946 habitatges, 1.695 eren l'habitatge principal de la família, 147 eren segones residències i 104 estaven desocupats. 1.352 eren cases i 591 eren apartaments. Dels 1.695 habitatges principals, 1.131 estaven ocupats pels seus propietaris, 534 estaven llogats i ocupats pels llogaters i 31 estaven cedits a títol gratuït; 17 tenien una cambra, 117 en tenien dues, 291 en tenien tres, 443 en tenien quatre i 827 en tenien cinc o més. 1.421 habitatges disposaven pel capbaix d'una plaça de pàrquing. A 838 habitatges hi havia un automòbil i a 675 n'hi havia dos o més.

### Piràmide de població
La piràmide de població per edats i sexe el 2009 era:
| Homes | Edats   | Dones |
| ----- | ------- | ----- |
| 4     | 95 o +  | 4     |
| 8     | 90 a 94 | 28    |
| 28    | 85 a 89 | 32    |
| 12    | 80 a 84 | 64    |
| 44    | 75 a 79 | 64    |
| 76    | 70 a 74 | 72    |
| 108   | 65 a 69 | 112   |
| 92    | 60 a 64 | 84    |
| 88    | 55 a 59 | 100   |
| 108   | 50 a 54 | 132   |
| 124   | 45 a 49 | 96    |
| 140   | 40 a 44 | 132   |
| 180   | 35 a 39 | 156   |
| 128   | 30 a 34 | 132   |
| 128   | 25 a 29 | 156   |
| 104   | 20 a 24 | 80    |
| 132   | 15 a 19 | 128   |
| 140   | 10 a 14 | 144   |
| 108   | 5 a 9   | 176   |
| 92    | 0 a 4   | 132   |

## Economia
El 2007 la població en edat de treballar era de 2.463 persones, 1.792 eren actives i 671 eren inactives. De les 1.792 persones actives 1.607 estaven ocupades (847 homes i 760 dones) i 186 estaven aturades (89 homes i 97 dones). De les 671 persones inactives 317 estaven jubilades, 187 estaven estudiant i 167 estaven classificades com a «altres inactius».

### Ingressos
El 2009 a Vagney hi havia 1.724 unitats fiscals que integraven 4.091,5 persones, la mediana anual d'ingressos fiscals per persona era de 16.957 €.

### Activitats econòmiques
Dels 208 establiments que hi havia el 2007, 2 eren d'empreses extractives, 5 d'empreses alimentàries, 18 d'empreses de fabricació d'altres productes industrials, 38 d'empreses de construcció, 47 d'empreses de comerç i reparació d'automòbils, 5 d'empreses de transport, 15 d'empreses d'hostatgeria i restauració, 3 d'empreses d'informació i comunicació, 13 d'empreses financeres, 11 d'empreses immobiliàries, 9 d'empreses de serveis, 25 d'entitats de l'administració pública i 17 d'empreses classificades com a «altres activitats de serveis».
Dels 69 establiments de servei als particulars que hi havia el 2009, 1 era una oficina d'administració d'Hisenda pública, 1 gendarmeria, 1 oficina de correu, 6 oficines bancàries, 2 funeràries, 10 tallers de reparació d'automòbils i de material agrícola, 9 paletes, 7 guixaires pintors, 4 fusteries, 6 lampisteries, 3 electricistes, 3 empreses de construcció, 5 perruqueries, 7 restaurants, 2 agències immobiliàries i 2 salons de bellesa.
Dels 21 establiments comercials que hi havia el 2009, 2 eren supermercats, 1 un supermercat, 4 fleques, 1 una fleca, 1 una peixateria, 2 botigues de roba, 1 una botiga de roba, 2 botigues d'electrodomèstics, 1 una botiga d'electrodomèstics, 2 drogueries, 1 una perfumeria i 3 floristeries.
L'any 2000 a Vagney hi havia 28 explotacions agrícoles que ocupaven un total de 364 hectàrees.

## Equipaments sanitaris i escolars
El 2009 hi havia 2 farmàcies i 1 ambulància.
El 2009 hi havia 1 escola maternal i 3 escoles elementals. Vagney disposava d'un col·legi d'educació secundària amb 383 alumnes.

## Poblacions més properes
El següent diagrama mostra les poblacions més properes.